# 더 컬트
더 컬트(The Cult)는 잉글랜드의 록 밴드이다.